# گلیم سنندج
گلیم سِنَه یا گلیم سنندج یکی از مشهورترین گلیم‌های کردستان است که در شهر سنندج و روستاهای اطراف آن بافته می‌شود.
منطقۀ سنندج از مراکز مهم تولید قالی و گلیم‌های کردستان به شمار می‌آمده‌است.
سنه از زمان سلطنت صفویان مرکز ایالت کردستان بوده‌است و تأثیر صفویان در گلیم‌های به جای مانده از قرون هجدهم، نوزدهم و اوایل قرن بیستم به وضوح دیده می‌شود.
در سنندج نوعی از گلیم بافته می‌شود که از ویژگی‌های خاص این شهر است و از نوع بافت چاکدار است. بافت چاکدار مشهورترین و پر استفاده‌ترین نوع گلیم است و موجب ایجاد ظریف‌ترین بافت گلیم می‌شود.  نقشها اغلب شامل گل و بته و مو رونده و زنبور عسل است و در ترنج میانی دارای یک نقش جدولی ویا مشبک است که در داخل هر یک از آن‌ها دسته گل‌های کوچکی معروف به طرح هراتی قرار دارد. در ایران به جز سنندج نمی‌توانیم از گلیم‌های سجاده‌ای سخنی به میان آوریم. گلیم‌های سجاده‌ای که در سنندج بافته می‌شود، محراب پیاری شکل آن‌ها ممتاز است. در گلیم سنندج نقوش متفاوتی است که هر کدام در کل نام ویژه‌ای دارد و اجزای آن نیز هر کدام دارای نامی هستند. نقوش سنتی رایج در کردستان عبارت‌اند از:ماهی در هم، گل چینی، گل میرزا علی، گل وکیلی، گل جرسه، گل فرنگ، گل و گلدان، گل چایی، دست و دلبر، نقشه موسایی، نقشه قفقاز، گل و طوطی، بازو بند، محرمات، قاب قرآن و در سال‌های اخیر نقشه‌های دیگری چون توت فرنگی، گل جرسه پیوندی در ردیف نقشه‌های سنتی قرار گرفته‌است.

## ویژگی‌ها
بسیاری از طرح‌ها به ویژه طرح گلیم‌های قبایل سنجابی و جاف تحت تأثیر آویزهای زربافت و قلاب دوزی شدهٔ صفوی‌ها است، که آنان نیز به نوبهٔ خود از کارهای دستی و هنری هندوستان الهام گرفته‌اند.
گلیم‌های سنه چه از نظر فنی و چه از لحاظ زیبایی‌شناسی با دیگر گلیم‌هایی که توسط قبایل و چادرنشینان کرد بافته شده، تفاوت دارد. در بافت آن‌ها نوعی ذوق هنری دیده می‌شود و بیش از گلیم‌های دیگر به فرش‌های گره دار ایرانی شبیه است.
این میراث حتی در قالی‌های گره‌دار سِنَه نیز که شبیه فرش‌های مغول است و طرح‌های خود را از منسوجات هندوستان اقتباس کرده‌اند، مشاهده می‌شود.
پیچک‌های گل دار نواری شکل که در قرن نوزدهم در منسوجات کشمیر بسیار رایج بوده، در کارهای دستی صحنه به چشم می‌خورد.
گلیم‌های سِنَه چه از نظر فنی و چه از نظر زیبایی‌شناسی با دیگر گلیم‌هایی که توسط قبایل و چادرنشینان کرد بافته شده، تفاوت دارد.

## دسته‌بندی
به‌طور کلی آن‌ها را از نظر ترکیب‌بندی می‌توان به سه دسته تقسیم کرد:
- تکرار مکرر طرح‌های گل‌دار
- در این گروه گل‌ها ظریف تر شده و ترنجی مجزا در مرکز آن قرار دارد.
- سجاده‌هایی که به علت داشتن محراب پیازی شکل از سجاده‌های دیگر کشورها متمایزند.

## وجه تسمیه
سِنَه (یا سنندج) از زمان سلطنت صفویان مرکز کردستان بوده و همیشه مرکز کارگاه‌های قالی‌ و گلیم کردستان به شمار می‌رود.
در کتاب گلیم ترجمه فارسی نوشتهٔ هال و ویووسکا کلمهٔ Sine به اشتباه صحنه ترجمه شده‌است که با هماهنگی مترجم خانم نیلوفر الفت شایان اصلاح گردید.